# Ratajska
Ratajska (Servisch cyrillisch Ратајска) is een plaats in de Servische gemeente Prijepolje. De plaats telt 2088 inwoners (2002).